# Ciento catorce
El ciento catorce (114) es el número natural que sigue al 113 y precede al 115.

## En matemáticas
- El 114 es un número compuesto, que tiene los siguientes factores propios: 1, 2, 3, 6, 19, 38 y 57. Como la suma de sus factores es 126 > 114, se trata de un número abundante.
- 114 también es un número esfénico[1]
- Es un número de Harshad y un número de Moran.[2]

## En ciencia
- El 114 es el número atómico del flerovio.

## En otros campos
- 114 es el número telefónico de emergencias médicas en Mauricio.[3]
- Es el número telefónico de emergencias para incendios en Vietnam.
- Es el número telefónico de emergencias para la policía en Dinamarca.
- 114 es el número de capítulos del Corán (llamados suras).